# Ікарі Сіндзі
Ікарі Сіндзі (яп. 碇 シンジ) — головний персонаж аніме серіалу «Євангеліон», Третє Дитя, пілот Єванґеліона-01, учень класу 2-A школи 707 Токіо-3.
Сором'язливий і замкнутий підліток, меланхолік, інтроверт. Після смерті матері був покинутий батьком. Багато років жив один з опікуном (вчителем або далекими родичами), вчився окремо від інших дітей. Викликаний в Токіо-3 своїм батьком на початку серіалу. Негайно береться до пілотування Єви. Сіндзі важко зближується з людьми, він багато часу проводить наодинці, роздумуючи про своє життя. Основу серіалу складають взаємини між Сіндзі та іншими персонажами.

## Сім'я
Мати Сіндзі — Ікарі Юі — була вченим, членом секретної організації GEHIRN. Працювала в Геофронті разом з Акаґі Наоко над проектом «Єва». Під час експерименту загинула на очах сина, розчинившись в рідині LCL. Ця подія згадується в серії № 21. Персонаж Юі спливає в 26-ій серії, під час процесу комплементації людства.
Батько — Ікарі Ґендо — вчений, голова організації NERV-Японія в Токіо-3. Абсолютно не проявляє ніяких відчуттів до свого сина, повністю поглинений роботою.

## Сіндзі та Єва-01

Євангеліон-01.

В першій серії, Сіндзі стає пілотом Євангеліона. Це відбулося незабаром після його першої розмови з батьком, коли з'ясовується, що він викликав його тільки для того, щоб здолати Третього ангела. Проте, Сіндзі відмовляється пілотувати Єву, засмучений холодністю батька. Тільки альтернатива — послати в бій поранену Рей, — змусила Сіндзі узятися за пілотування. Ще вимкнена, Єва захищає Сіндзі від падаючої балки, а в бою, коли Сіндзі зазнає поразки, вона переходить в режим берсерка і самостійно знищує Ангела (друга серія).
Із самого початку Сіндзі не сприймає Єву як бездушний інструмент (на відміну від Аски). Так сталося, очевидно, внаслідок першої битви з Третім Ангелом. У другій серії Сіндзі побачив, як у пошкодженої Єви замість скляної очної ямки несподівано опинилося справжнє око. Це породило в нім справжній жах і разом з тим вічне питання — що ж таке Єва?
Те, що в Єві знаходиться частинка його матері, нагадує епізод з поглинанням Євою Сіндзі — він здивовано вигукнув: «Тут пахне мамою!» (серія № 20). Сама Єва врешті-решт відмовляється приймати кого-небудь в себе, окрім Сіндзі (серія № 19).
У двох останніх епізодах Сіндзі виявляється поміщеним в Єві-01 — найбезпечнішому на планеті місці. В кінці Спис Лонгина з'єднавшись з Євою-01 утворює Древо Життя — дерево обернене корінням вгору і гілками до землі. Таким чином Ікарі і Єва-01 уподібнилися богові (про це говорить професор Фуюцукі Коздо — «Єва-01 уподібнилася богові, тепер вона увібрала в себе плід життя, яким володіють ангели, і плід мудрості, яким володіють люди, тепер вона змінилася в Древо життя, джерело всього сущого, чи стане вона порятунком для людства від небуття Третього удару або стане істотою, що знищила все людство, зараз все залежить від Ікарі-молодшого»). Цей процес відомий як Проєкт Вдосконалення Людства.

## Відносини з іншими персонажами

### Відносини з Ікарі Ґендо
З батьком у Сіндзі достатньо натягнуті відносини. Ґендо кинув його на опікування якогось вчителя незабаром після смерті дружини. Сіндзі опинився украй здивований і обнадіяний викликом в штаб-квартиру NERV, який йому прислав батько (спершу порвав лист, а потім склеїв скотчем, маючи надію. Спостерігаємо порваний лист у серії № 1). Проте, Ґендо викликав сина тільки для того, щоб він став пілотом Єви-01, що додало неприязні Сіндзі до батька.
Ґендо особистими справами Сіндзі (на відміну від справ Рей — див. том 5, розділ 3 манги), абсолютно не цікавиться і не займається. Наприклад, коли Сіндзі подзвонив йому щодо співбесіди по вибору професії в школі, Ґендо різко обірвав його, сказавши, що такими справами займається Кацураґі і попросив більше не дзвонити йому із цього приводу (серія № 11).
У серіалі превалює один аспект спілкування Сіндзі і Ґендо — зростаюча антипатія їх один до одного.
Проте, в серіалі присутні моменти їх тепліших відносин:
- Під час битви з десятим Ангелом (серія № 12) Сіндзі проявив себе як умілий пілот Єви, і таким чином заслужив похвалу від Гендо. Ця подія дала йому привід прагнути до вищих результатів і прагнення згладити відносини з батьком.
- Зустріч з батьком на відвідинах могили Юі (серія № 15). Сіндзі довго готувався до неї, нерішуче випитуючи оточуючих про характер і звички батька, чим викликав іронію Аски. Зустріч пройшла нормально, і Сіндзі був радий їй. В манзі при цій зустрічі Ґендо дає синові пораду покладатися лише на себе і попереджає, що повністю зрозуміти вчинки інших неможливо (том 5, розділ 3).

Сіндзі носить та слухає старий касетний плеєр що колись належав його батькові.

### Відносини з Місато
Із самого початку у Сіндзі з Місато складаються натягнуті відносини. Це не дивно, оскільки Сіндзі сам по собі є замкнутим підлітком. Місато добилася для себе відносно Сіндзі повноважень опікуна. Таким чином Сіндзі, не маючи житла в Токіо-3, поселився у Місато.
Звиклий до тихого безтурботного життя у вчителя, Сіндзі перший час шокований способом життя Місато, проте пізніше упокорюється. Значно пізніше шкільні товариші Сіндзі — Тоджі Судзухара і Кенске Аіда «розкрили очі» Сіндзі на цю ситуацію: «Якщо вона при тобі так поводиться, то, значить, вона тебе вважає своєю сім'єю!» (серія № 7)
Пізніше Місато і Сіндзі зближуються, дозволяючи Місато відчути себе по-справжньому відповідальною за Сіндзі. Частково це підтверджує її реакція після того, коли Єва поглинула Сіндзі і він все ж таки повернувся, по припущенню Ріцко — у відповідь на заклик Місато (серія № 20).
Сама Місато є об'єктом сексуальних фантазій для Сіндзі. Це виявляє напад дванадцятого Ангела, а значно пізніше і процес комплементації. Невідомо, здогадувалася про це сама Місато чи ні, проте вона після загибелі Рей-2 запропонувала Сіндзі свою близькість, яка була відхилена (серія № 23).
У фільмі «Кінець Євангеліону» поранена Місато дарує Сіндзі «дорослий» поцілунок, разом з тим обіцяючи «дати все останнє» за умови благополучного знищення серійних Євангеліонів і разом з тим запобігання Третього Удару.

### Відносини з Аскою
Цікавить Сіндзі як дівчина. З самого початку Сіндзі намагається сперечатись із Аскою, але скоро переходить до іншої тактики — уникання. Під час першої зустрічі з ним на борту авіаносця, вона вразила Сіндзі потужністю і силою своїх емоцій. Сіндзі, хоч і не відразу, оцінив її вміння вирішувати питання як в побуті (суперечка про житло у Місато Кацураґі) так і в школі (сцена в басейні з рішенням задачі з фізики, десята серія) та багато інших.
Багато жартів та глузувань Аски деколи сприймаються Сіндзі як жорстокість. Взагалі щодо Сіндзі Аска більшою мірою проявляє пиху і егоїзм. Проте, значно пізніше Сіндзі починає жаліти її, оскільки переконався, що поведінка Аски — не що інше, як маска, одягнувши яку, Аска намагається довести свою цінність і силу (ніч перед боєм в дев'ятій серії). В манзі Кадзі розсказує Сіндзі що вони з Аскою всередині однакові, тільки вибрали різні способи протистояти світу: Сіндзі — уникати, Аска — атакувати.
У фільмі «Кінець Євангеліону» протистояння Сіндзі і Аски досягає кульмінації — під час чергового з'ясування відносин (у своїй уяві) Сіндзі починає душити Аску.
Після закінчення комплементації море LCL викидає Сіндзі та Аску на берег. Сіндзі, розуміючи, що на землі залишилися живі лише вони двоє, починає душити її, але припиняє цю спробу, коли та проводить своєю рукою йому по лиці.

### Відносини з Рей
При першому знайомстві Сіндзі бачить Рей пораненою, але все-таки готовою зайняти місце пілота. Ще до цього він бачить образ Рей на вулиці Токіо-3 (перша серія).
Надалі Сіндзі шукає контакту з Рей, потрапляє в незручну ситуацію і стикається з нею на ґрунті відношення до Ґендо (п'ята серія), викликає її на серйозну бесіду про сенс управління Євою перед атакою на п'ятого Ангела (шоста серія).
Сіндзі виявляє щось материнське в Рей (серія № 15). З'явившись в житлі Рей — квартирі на околиці міста — Сіндзі, побачивши безлад і розкидані особисті речі Рей, береться за прибирання, дивуючи Рей своєю турботою (серія № 17).
У фіналі «Кінця Евангеліона», в океані LCL поряд з Аскою, Сіндзі знов на мить бачить образ Аянамі Рей.

### Відносини з Каору
У серіалі (серія № 24) Каору Нагіса проявляє до Сіндзі рідкісну ніжність, відзначаючи, що крихке серце Сіндзі гідно любові. Те, що Каору виявився Ангелом, Сіндзі сприймає як зраду, і після сутички з Євою-02 виконує прохання Каору вбити його. Надалі Сіндзі говорить Місато, що Каору був кращий за нього і загинути слід було б Сіндзі.
У манзі відносини між ними прохолодніші: при знайомстві Сіндзі шокований тим, як Каору вбиває кошеня, щоб той не мучився (том 9, розділ 1), а після зникнення Рей-2 приходить ночувати до Каору, оскільки той — єдина байдужа до Аянамі людина (том 10, розділ 4).

## Цікаві факти
Ім'я «Shinji» вважається в Японії невдалим, оскільки Shin перекладається з японського як «смерть»[джерело?]. «Ikari» — якір (компонент корабля), а також «гнів».
За словами розробника персонажів, спершу Сіндзі мав бути дівчинкою, причому дизайн персонажу малювався з головної героїні аніме-серіалу «Надя з загадкового моря» теж студії Gainax. Однак в процесі створення персонаж для проби малювався й в чоловічому варіанті. Передбачалося, що персонаж матиме довге волосся, що розвіватиметься на вітру, але обрали коротше, щоб не сильно уподоблювати персонаж до дівчинки. Останній був обраний режисером Анно Хідеакі, бо виглядав більш вразливим та тендітним.